# Estació de Prado de San Sebastián
Prado de San Sebastián és una estació de la línia 1 del metro de Sevilla situada al districte Casco Antiguo de la població de Sevilla. Va ser inaugurada el 2 d'abril del 2009, ja que forma part del primer tram (Ciudad Expo - Condequinto) a inaugurar-se que forma part del primer ferrocarril metropolità d'Andalusia.
| Metro de Sevilla       |              |       |              |                        |
| Procedència/Destinació | <            | Línia | >            | Procedència/Destinació |
| Ciudad Expo            | Puerta Jerez |       | San Bernardo | Olivar de Quintos      |